# Augusto Pinochet Hiriart
Augusto Osvaldo Pinochet Hiriart (26 de setembro de 1945) é um ex-militar e empresário chileno, filho do ditador Augusto Pinochet e Lucía Hiriart.

## Biografia
Tem sido protagonista de diversos escândalos políticos e casos de corrupção no Chile, entre os quais estão o caso dos pinocheques, a receptação de veículos roubados e o caso Riggs, sendo apenas julgado por uma  pena remitida pelo segundo destes casos.